# John Buchholz
John Buchholz (ur. 26 lutego 1979 w Santa Rosa) – amerykański rugbysta grający na pozycji obrońcy, reprezentant kraju zarówno w wersji piętnasto-, jak i siedmioosobowej, uczestnik Pucharu Świata 2003, prawnik.
Uczęszczał do Elsie Allen High School, gdzie uprawiał piłkę nożną. W ostatniej klasie, w 1997 roku, nauczyciel namówił go na treningi rugby. Przez wszystkie cztery lata studiów na University of California, Berkeley reprezentował barwy California Golden Bears zdobywając cztery tytuły akademickich mistrzów kraju w latach 1998–2001. Związał się następnie z Olympic Club z San Francisco. W 2004 roku grał też w Brothers Rugby Club w Brisbane.
W 1998 roku został powołany do kadry U-19, w 2001 roku otrzymał zaś nominację do zespołu All-American, z którym udał się na tournée do Irlandii.
W seniorskiej reprezentacji zadebiutował meczem z Kanadą w maju 2001 roku, a w kolejnych dwóch latach otrzymywał nieregularne powołania. Znalazł się w szerokiej kadrze przygotowującej się do Pucharu Świata 2003, pozostał też w okrojonym do trzydziestu zawodników składzie na ten turniej, podczas którego pojawił się na boisku w trzech spotkaniach. Po raz ostatni w kadrze zagrał przeciwko Kanadzie w 2004 roku, łącznie podczas kariery reprezentacyjnej wystąpił w dziewięciu spotkaniach. Kilkukrotnie wziął też udział w meczach kadry A.
W 2002 roku otrzymał zaproszenie na zgrupowanie kadry rugby 7, w jej składzie znajdował się w kolejnych dwóch latach. Na turnieju Hong Kong Sevens 2003 został najlepiej punktującym zawodnikiem.
Podjął następnie studia w będącej częścią University of the Pacific McGeorge School of Law w Stockton. W 2007 roku został przyjęty do palestry stanu Kalifornia, pracował w biurze obrońcy publicznego w Sacramento.
Okazjonalnie grał w zespołach weteranów Olympic Club, a w 2012 roku wystąpił w organizowanym na Bahamach międzynarodowym turnieju weteranów World Rugby Classic. Podjął się także pracy trenerskiej z młodzieżą.